# CG-5
De CG-5 (Carretera General 5) is een hoofdweg in Andorra. De weg verbindt de CG-4 bij het dorpje Erts met het skigebied Vallnord bij Arinsal. Tot 2007 heette de weg CS-410, maar vanwege het belang als toegangsweg tot het skigebied heeft de weg een CG-nummer gekregen. De CG-5 is 2,5 kilometer lang.
CG-1 · CG-2 · CG-3 · CG-4 · CG-5 · CG-6